# Ratpenat d'orelles llargues d'Angola
El ratpenat d'orelles llargues d'Angola (Laephotis angolensis) és una espècie de ratpenat de la família dels vespertiliònids que es troba a Angola i a la República Democràtica del Congo.
Habita la sabana.